# إيمرية فاتكة
إيمرية فاتكة (الاسم العلمي: Eimeria necatrix) هي نوع من أسناخ صبغية تتبع جنس الإيمرية من فصيلة الإيمريات.